# Le Gardian
Pour plus de détails, voir Fiche technique et Distribution.
Le Gardian est un film français réalisé par Jean de Marguenat, sorti en 1946.

## Fiche technique
- Titre : Le Gardian
- Réalisation : Jean de Marguenat, assisté de Lou Bonin
- Scénario : Pierre Lestringuez d'après le roman Le Roi de Camargue de Jean Aicard publié en 1890.
- Photographie : René Colas
- Son : René Privat et Jacques Carrère
- Décors : Robert Dumesnil
- Musique : Louis Gasté, Roger Lucchesi, Gabriel Ruiz, Rolf Marbot et Francis Casadesus (chansons interprétées par Irène de Trébert)
- Montage : Pierre Méguérian
- Directeur de production : Georges Sénamaud
- Production : Les Films Lutétia
- Distribution : Les Films Lutétia
- Pays :  France
- Format : Noir et blanc  - Son mono - 1,37:1
- Genre : Drame
- Durée : 90 minutes
- Date de sortie : 
  - France : 15 mai 1946

## Distribution
- Tino Rossi : Renaud
- Lilia Vetti : Zinzara
- Loleh Bellon : Lilette Audiffred
- Catherine Fonteney : la grand-mère Léa
- Alexandre Arnaudy : le curé
- Gaston Gabaroche : Buffalo
- Raphaël Patorni : Rampal
- Édouard Delmont : Marius Audiffred
- Jenny Hélia : Rose
- Henri Arius
- Niko Dakis
- Fransined : Buffalo
- Marcel Maupi
- Pierre Mirat : le curé
- Alida Rouffe